# Catch 22 (album Tinchy’ego Strydera)
Catch 22 – drugi studyjny album brytyjskiego piosenkarza Tinchy’ego Strydera. Album został wydany 17 sierpnia 2009 roku w Wielkiej Brytanii, nakładem wytwórni Island Records. Producentem albumu i współautorem tekstów piosenek jest brytyjski producent Fraser T. Smith, który pracował z takimi artystami jak James Morrison, Craig David czy Kano. Przed albumem udostępniony do pobrania za darmo został dwuczęściowy EP z piosenkami, z poprzedniego albumu. Album nie został wydany w Polsce.

## Single
| Rok  | Tytuł            | Data Wydania     | Data Wydania | Pozycje | Pozycje | Pozycje |
| Rok  | Tytuł            | Digital-download | CD Singiel   | UK      | PL      | EU      |
| ---- | ---------------- | ---------------- | ------------ | ------- | ------- | ------- |
| 2008 | Stryderman       | 20 lipca         | 8 sierpnia   | 73      | –       | –       |
| 2009 | Take Me Back     | 19 stycznia      | 19 stycznia  | 3       | –       | –       |
| 2009 | Number 1         | 20 kwietnia      | 20 kwietnia  | 1       | 11      | 6       |
| 2009 | Never Leave You  | 2 lipca          | 2 lipca      | 1       | 78      | 5       |
| 2009 | You're Not Alone | 26 października  | 2 listopada  | 14      | –       | 43      |
| 2009 | Tryna Be Me      | bd.              | bd.          | –       | –       | –       |
| 2009 | Halo             | bd.              | bd.          | –       | –       | –       |

## Lista utworów
Standardowa Edycja
1. "Take Off" – 1:47
2. "I'm Landing" – 3:38
3. "Take Me Back" (featuring Taio Cruz) – 3:35
4. "Spotlight" (featuring Tanya Lacey) – 3:37
5. "Number 1" (featuring Dappy of N-Dubz) – 3:33
6. "Shake Me" – 3:40
7. "Stryderman" – 4:08
8. "Warning" – 3:18
9. "First Place" – 2:48
10. "Pit Stop" – 1:47
11. "Halo" – 3:42
12. "Tryna Be Me" (featuring Ruff Sqwad) – 3:26
13. "Never Leave You" (featuring Amelle Berrabah) – 3:31
14. "We Got Dem" (featuring Chipmunk) – 3:02
15. "You're Not Alone" – 3:50
16. "Preview" – 3:53
17. "Catch 22" – 1:50
18. "Express Urself" 2:57

Wersja Deluxe (2 CD)
1. "Stryderman Remix" (featuring Wiley) – 4:09
2. "Take Me Back Remix" (featuring Sway and Chipmunk) – 4:14
3. "Never Leave You Remix" (featuring Bashy and Double S) – 3:30
4. "Rollin'" – 3:29
5. "Stuck On My Mind" – 3:44
6. "It's a Problem" – 2:43
7. "Story Unfold" – 3:27
8. "B.O.Y.Z – 4:09

## Pozycje na listach
| Kraj            | Pozycja | Certyfikat       |
| --------------- | ------- | ---------------- |
| Wielka Brytania | 2       | Złoto (100 000+) |
| Irlandia        | 9       | –                |
| Europa          | 3       | –                |